# Staaff (släkt)
För andra betydelser, se Staaff.
Staaff [stɑːv] är en svensk släkt, som härstammar från Stafre by i Ljustorps socken i Medelpad.
Ättens stamfader är hemmansägaren Lars Ingemarsson som på 1600-talet bodde i Stafre. Hans son blev kyrkoherde i Sunne, Jämtland 1700-1704, och kallade sig Ericus Laurenti Staf. Dennes hustru Brigitta Persdotter Warg var dotter till lektorn och kyrkoherden i Nora socken Petrus Warg och Magdalena Jönsdotter Nortman. 
De fick en son som förde släkten vidare, Petrus Staaff, likaså kyrkoherde i Sunne (1766-77). Den senare hade två hustrur. Första hustrun var dotter till kyrkoherden Petrus Bozæus och Christina Arosell, och den andra var dotter till Anna Catharina Sundia, dotter till prosten Olof Sundius i Boteå och Bureättlingen Margareta Elisabeth Stridsberg. Från dessa båda äktenskap är samtliga senare Staaff ättlingar.

## Personer ur släkten
- Albert Staaff (1821–1895), präst och riksdagsman
- Carl Staaff (1816–1880), konstnär
- Erik Staaff (flera personer)
  - Erik Staaff (1655–1704), präst
  - Erik Staaff (1860–1950), språkman
  - Erik Staaff (1867–1936), språkman
- Ferdinand Nathanael Staaff (1823–1887), militär
- Karl Staaff (1860–1915), statsminister
- Pehr Staaff (flera personer)
  - Pehr Staaff (1776–1846), jurist
  - Pehr Staaff (1856–1903), tidningsman och dramatiker
  - Pehr Staaff i Hudiksvall, riksdagsledamot
- Petrus Staaff (1702–1777), kyrkoman och riksdagsman